# 凡尔赛敕令

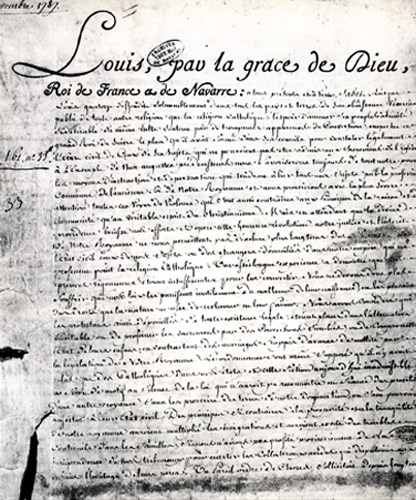
路易十六在1787年签署的凡尔赛敕令

凡尔赛敕令，亦称宽容敕令，是一份授予法国的非天主教徒公开信仰宗教的权利和法律与民事地位的官方敕令，这里面还包括了不需要皈依天主教就可以缔结婚约的权利。这份敕令由路易十六在1787年11月7日签署，并于次年1月29日在巴黎高等法院登记。这份敕令实施的成功来源于当时法国著名的哲学家们令人信服的观点，其中包括劳恩男爵安·罗伯特·雅克·杜尔哥，舒瓦瑟尔公爵以及美国人本杰明·富兰克林，再加上路易十六的大臣纪尧姆-克雷蒂安·德·拉穆瓦尼翁·德·马勒泽布和法国新教徒社群的代言人让-保罗·拉博·圣艾蒂安的共同努力。
亨利四世（1589–1610）曾经在1598年4月13日签署南特敕令，以此授予胡格诺教徒信仰自由。但路易十四又用枫丹白露敕令（1685年10月18日）撤回了这些自由。枫丹白露敕令实施了一个世纪，但在路易十五的治下的实施有所松懈。敕令规定罗马天主教仍然是法兰西王国的国教，但非天主教徒，如加尔文教，胡格诺教，信义宗和犹太教的教徒也得到了一定的自由。鉴于天主教在法国国内长期处于优势地位，法国的非天主教徒的生活依旧有种种限制，使他们得不到好的教育和工作，从而无法在法国出人头地最有名的限制来自于梅斯，当地的高等法院明确规定犹太人在梅斯高等法院的司法辖区内不得拥有一系列权利，如起草陈情书，而对于法国境内的其他犹太人几乎是前所未闻的。
尽管凡尔赛敕令没有宣布法国全境的宗教自由，但这依旧是平息宗教间的对立和结束宗教迫害的重要一步。